# Kurt Herholz
Kurt Bruno Herholz (* 25. September 1905 in Danzig; † 18. Juli 1983 in Ost-Berlin) war ein deutscher Politiker (KPD/SED), Gewerkschafter sowie antifaschistischer Widerstandskämpfer.

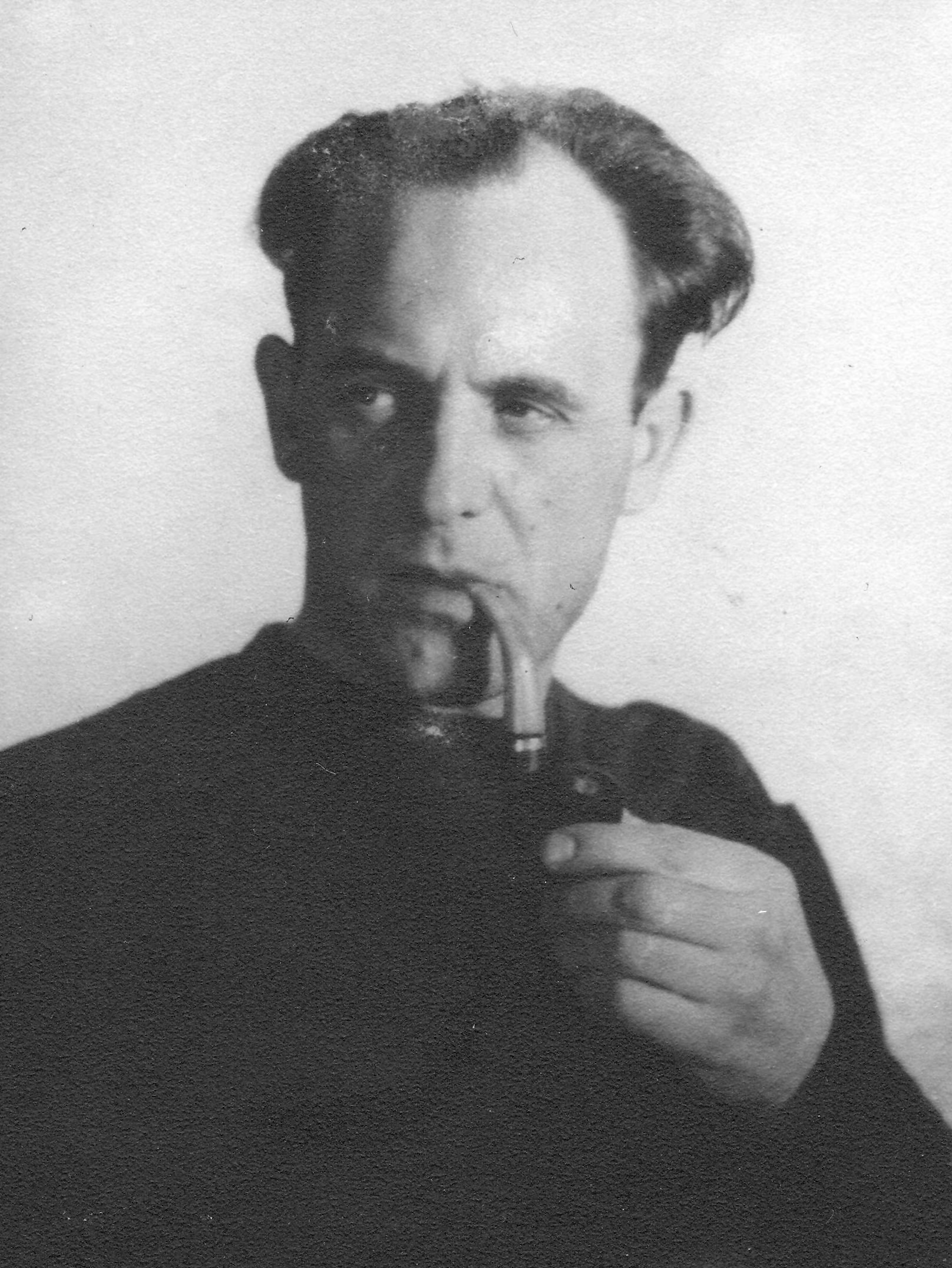
Kurt Bruno Herholz

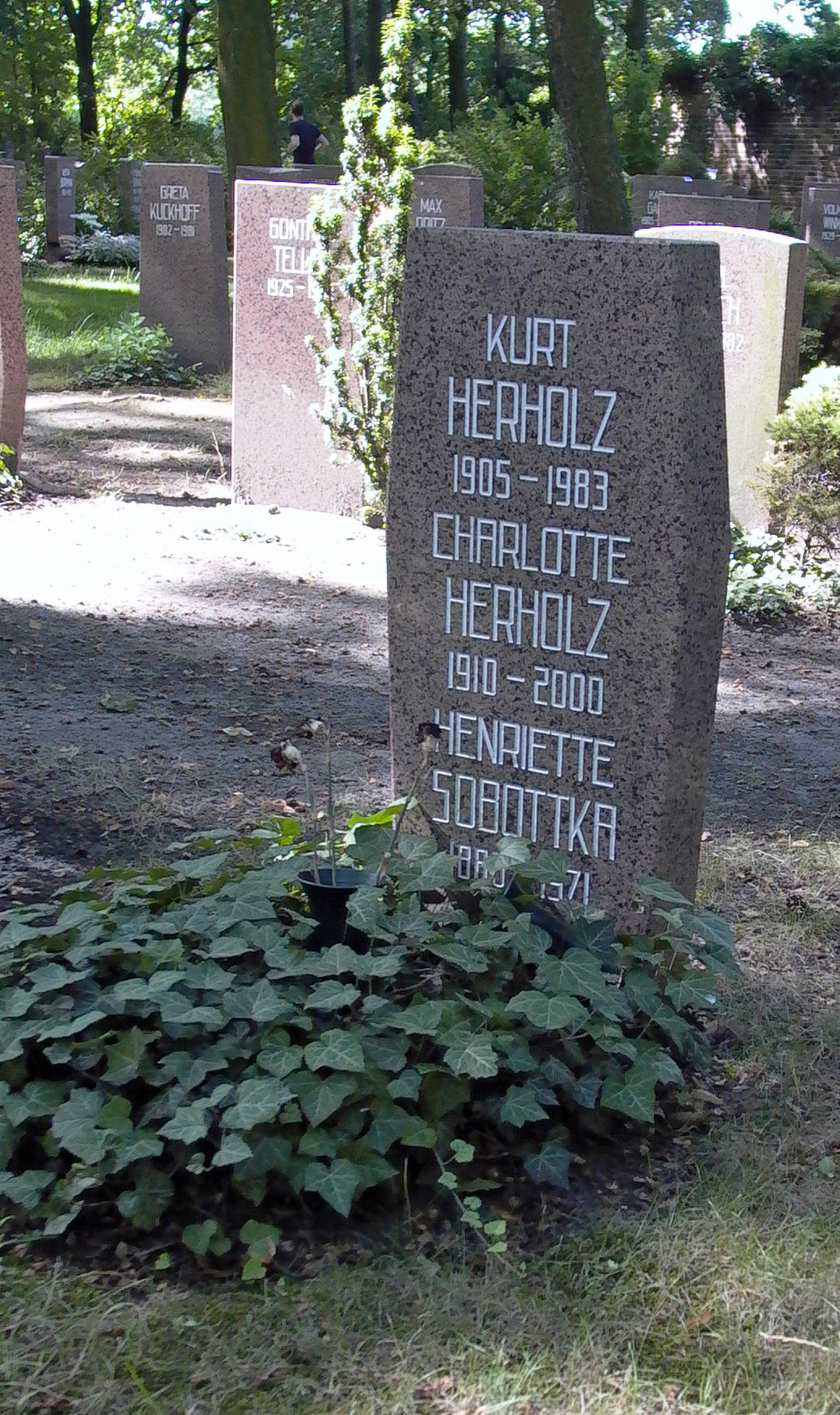
Grabstätte

## Leben
Herholz wurde als Sohn einer sozialdemokratischen Arbeiterfamilie in Danzig-Schidlitz geboren. Sein Vater Wilhelm Arthur August Herholz (* 25. Juli 1880; † 17. Dezember 1935) ging im Dezember 1908 zur Arbeitssuche nach Gelsenkirchen. 1909 holte er seine Frau Agnes mit den Kindern Kurt, Alfred und Elsa nach. Nach dem Besuch der Volksschule erlernte Herholz den Beruf des Maurers. Ab 1919 war er gewerkschaftlich organisiert und Mitglied der Sozialistischen Arbeiter-Jugend. Er hatte verschiedene Funktionen in der Gewerkschaftsjugend inne. 1924 schloss er sich dem Kommunistischen Jugendverband Deutschlands und 1926 der Kommunistischen Partei Deutschlands (KPD) an. In dieser Zeit fungierte Herholz auch als Vorsitzender des Deutschen Baugewerbebundes in Gelsenkirchen. Von Januar bis Juli 1929 war Herholz Kursant an der Internationalen Leninschule in Moskau. Nach seiner Rückkehr nach Deutschland war er von August bis Dezember 1929 Redaktionsvolontär bei der KPD-Zeitung Freiheit in Düsseldorf. 1930 war er als Instrukteur der Gewerkschaftsabteilung der KPD-Bezirksleitung Ruhrgebiet aktiv. Am 9. November 1931 heiratete er Charlotte (1910–2000), die Tochter von Gustav Sobottka. Ab 1931 war er wieder für die kommunistische Tagespresse tätig. Von März 1931 bis August 1932 war er Redakteur beim Ruhrecho in Essen, im März/April 1932 Redakteur der Mannheimer Arbeiterzeitung sowie anschließend bis 1933 Redakteur der Niedersächsischen Arbeiterzeitung in Hannover.
Nach der „Machtergreifung“ der Nationalsozialisten 1933 betätigte sich Herholz weiterhin illegal für die KPD. Im Februar 1933 wurde er verhaftet. Nach sechswöchiger Haft in Hannover wurde er ins KZ Moringen verbracht. Am 29. November 1933 überstellte ihn die Gestapo ins KZ Oranienburg und hielt ihn dort bis zum 18. Februar 1934 fest. Nach seiner Entlassung war Herholz bis 1936 arbeitslos, von 1936 bis 1945 arbeitete er in Berlin wieder als Maurer. Hier war er zusammen mit seiner Frau Charlotte erneut im kommunistischen Widerstand aktiv.
Nach Ende des Krieges war Herholz im Juni/Juli 1945 zunächst als Redakteur der Schweriner Volkszeitung tätig. Von Juli 1945 bis April 1946 leitete er die Abteilung Wirtschaft bzw. war Dritter Sekretär für Kultur und Erziehung bei der KPD-Landesleitung Mecklenburg. Ab November 1945 war er auch Vorsitzender des FDGB-Landesverbandes Mecklenburg sowie 1946/47 auch Mitglied des FDGB-Bundesverbandes. Seit der Zwangsvereinigung von SPD und KPD zur SED 1946 war Herholz Mitglied der SED.
Von Mai 1946 bis Juni 1949 war Herholz wissenschaftlicher Mitarbeiter und Dozent an der Parteihochschule der SED in Liebenwalde und Kleinmachnow. Im Zusammenhang mit der Affäre um Wolfgang Leonhard wurde er von der Zentralen Parteikontrollkommission wegen „ideologischer Sorglosigkeit“ gerügt und musste im Mai 1949 die Parteihochschule verlassen. Von Juni 1949 bis Dezember 1950 war er Stellvertreter des Leiters für kulturpolitische Arbeit in der Zonenverwaltung der Maschinen-Ausleih-Stationen. Von 1951 bis 1953 war er Hauptabteilungsleiter und Mitglied des Sekretariats des VdgB-Zentralvorstandes und leitete dort die Abteilung Aufklärung. 1953/54 war er als Hauptreferent beim Ministerium für Aufbau tätig. 1954/55 arbeitete er als wissenschaftlicher Mitarbeiter im Institut für Agrarökonomik an der Deutschen Akademie der Landwirtschaftswissenschaften in Berlin. 1955/56 leitete er die Abteilung für den Innerdeutschen Handel bei der Deutschen Innen- und Außenhandel Nahrung (DIA-Nahrung).
Von 1956 bis 1961 war er wissenschaftlicher Mitarbeiter im Institut für Marxismus-Leninismus beim ZK der SED (IML), dort von 1961 bis 1967 Mitarbeiter, von 1967 bis 1972 Leiter der Arbeitsgruppe Kader beim IML, von 1972 bis 1976 erneut wissenschaftlicher Mitarbeiter am IML.
Von Juli 1958 (V. Parteitag) bis Januar 1963 (VI. Parteitag) war Herholz Kandidat, danach bis zu seinem Tode Mitglied der Zentralen Revisionskommission der SED (ZRK).
Herholz wurde in der Grabanlage „Pergolenweg“ des Zentralfriedhofs Friedrichsfelde in Berlin beigesetzt.

## Auszeichnungen
- Ehrenspange zum Vaterländischen Verdienstorden in Gold (1975)
- Vaterländischer Verdienstorden in Silber 1965
- Vaterländischer Verdienstorden 1964
- Orden „Banner der Arbeit“, Stufe I (1980)
- Verdienstmedaille der DDR (1959)